# HD 191939
HD 191939 è una stella nana gialla di nona magnitudine visibile nella costellazione del Dragone, distante 174 anni luce dal sistema solare. Attorno alla stella orbitano sei esopianeti scoperti, i primi tre nel 2020 con il metodo del transito, altri due nel 2021, anche se c'erano dubbi sul più esterno e massiccio poi confermato nel 2022 insieme alla scoperta del sesto pianeta.

## Caratteristiche
HD 191939 è una stella nana gialla meno massiccia e più fredda del Sole. Ha una massa dell'81% di quella del Sole, anche se pare più vecchia, con un'età stimata di 7±3 miliardi di anni; per questo motivo il raggio è invece molto vicino a quello solare, essendo di circa 0,94 R⊙. La sua metallicità, ovvero l'abbondanza di elementi più pesanti dell'elio, è invece solamente del 71% di quella del Sole.

## Sistema planetario
Nel 2020, uno studio effettuato da un gruppo di astronomi guidato da Mariona Badenas-Agusti del progetto TESS, ha confermato l'esistenza di tre pianeti giganti gassosi in orbita intorno a HD 191939, tutti più piccoli di Nettuno. Un altro pianeta non transitante, sempre gigante gassoso, è stato scoperto nel 2021 con il metodo della velocità radiale, tramite osservazioni con lo spettrometro dell'osservatorio Keck, assieme a un altro gigante gassoso di grande massa (da 2 a 11 volte quella di Giove) la cui scoperta, inizialmente incerta, è stata poi confermata nel 2022, insieme alla presenza del sesto pianeta.
Il pianeta d, il terzo in ordine di distanza dalla stella, è il meno massiccio e la sua densità è molto bassa; il suo raggio è il triplo di quello terrestre mentre la sua massa è inferiore a 3 M⊕, la sua densità è quindi di appena 0,57 g/cm³, inferiore a quella di Saturno, il meno denso dei pianeti del sistema solare.
Il pianeta g riceve circa la stessa quantità di radiazione che riceve la Terra dal Sole, è situato nella zona abitabile della stella e la sua temperatura di equilibrio è stata stimata in 278±6 K. Anche se il pianeta, con una massa minima oltre 13 volte quella terrestre è di natura gassosa e quindi senza superficie solida, potrebbe possedere esolune di tipo roccioso con le condizioni adatte a sostenere l'acqua liquida in superficie.
Mentre i quattro pianeti più interni sono troppo caldi per essere potenzialmente abitabili, con temperature di equilibrio che vanno 880 a 390 kelvin, il pianeta f, il più esterno si trova al di là della frost line, con temperature inferiori ai 125 K (-148 °C). Quest'ultimo pianeta è anche il più massiccio del sistema, avendo una massa che è il doppio di quella di Giove.
Sotto, un prospetto del sistema di HD 191939:
| Pianeta | Tipo            | Massa       | Raggio   | Densità        | Periodo orb.     | Sem. maggiore | Eccentricità | Incl. orbita | Scoperta |
| ------- | --------------- | ----------- | -------- | -------------- | ---------------- | ------------- | ------------ | ------------ | -------- |
| b       | Gigante gassoso | 10±0,7 M⊕   | 3,41 r⊕  | 1,4 g/cm³      | 8,88 giorni      | 0,08 UA       | 0,031        | 88,1°        | 2020     |
| c       | Gigante gassoso | 8±1 M⊕      | 3,195 r⊕ | 1,35 g/cm³     | 28,58 giorni     | 0,175 UA      | 0,034        | 89,1°        | 2020     |
| d       | Mininettuno     | 2,8±0,6 M⊕  | 2,995 r⊕ | 0,57±0,3 g/cm³ | 38,353 giorni    | 0,213 UA      | 0,031        | 89,49°       | 2020     |
| e       | Gigante gassoso | ≥112,2±4 M⊕ | ∼ 1 rJ   | —              | 101,5 giorni     | 0,397 UA      | 0,031        | 88,7°        | 2021     |
| g       | Gigante gassoso | ≥13,5±2 M⊕  | —        | —              | 284+10 −8 giorni | 0,812 UA      | 0,03         | —            | 2021     |
| f       | Gigante gassoso | >660 M⊕     | —        | —              | >2200 giorni     | >3,2 UA       | —            | —            | 2022     |